# Berta Recabarren
Berta Recabarren Serrano fue una visitadora social, activista y fundadora del Partido Cívico Femenino, junto con Estela La Rivera de Sanhueza y Elvira de Vergara en 1922. Éste es considerado el primer partido político exclusivamente feminista de la historia de Chile con una tendencia laica e independiente. Berta Recabarren es, además, una de las pioneras en el servicio social industrial de Sudamérica y hermana del sindicalista chileno Luis Emilio Recabarren.

## Vida
Berta Recabarren fue hija de José Agustín Recabarren y Juana Rosa Serrano, "pequeños comerciantes" integrantes de la baja clase media de Valparaíso. Ella se formó en la Escuela de Servicio Social de la Beneficencia, institución creada en 1925, como Servidora Social, profesión que daba cuenta del período de la cuestión social en Chile y de la construcción del Estado liberal-conservador. 
Se desempeñó profesionalmente como visitadora social en la Compañía Minera e Industrial de Lota. Lugar donde contribuyó en los programas asistenciales del Estado como Gotas de Leche y Desayuno Escolar, destinados a disminuir las altas tasas de mortalidad infantil en la época. En la localidad de Lota también promovió la formación de espacios dedicados a la mujer como la Escuela Nocturna para mujeres adultas, desde la perspectiva de Primero educar, luego decidir lema que agilizaba la ideología política del Partido Cívico Femenino. 
Respecto de su experiencia en la ciudad de Lota:

Berta confiesa que le dio "horror" cuando la Compañía Minera e Industrial de Lota le ofreció el cargo de visitadora social. El espanto provenía no solo del hecho de tener que irse tan lejos y a un ambiente extraño, sino principalmente por las imágenes que se agolparon en su mente sobre un lugar donde, supuestamente, habitaba el caos: "¡Irse a una región donde habían reinado continuas huelgas, tantos desórdenes, daba horror!"
María Angélica Illanes Oliva

Este pequeño extracto de la experiencia de Berta Recabarren permite percibir cómo existían ciertas discrepancias entre la educación, la lucha de clase y la brecha de género, demostrando ciertas tensiones y velos que impidieron que el Partido Cívico Femenino perdurara en el tiempo. Puesto que las mujeres agrupadas, al ser de variada condición social y política, no concretaron un proyecto político claro, es decir, "no organizó ninguna campaña electoral, ni presentó ninguna candidata, víctima de una profunda indefinición política, probablemente derivada de la heterogeneidad que presentaban sus integrantes".

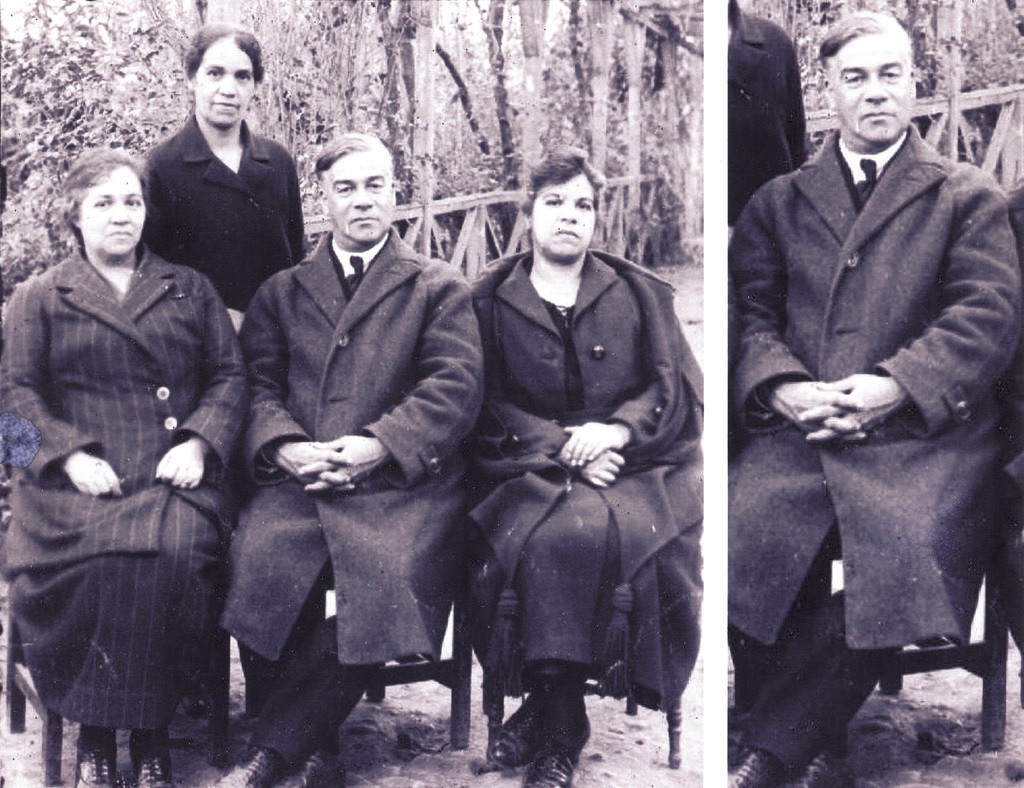
Berta Recabarren Serrano a la derecha de la imagen cerca de 1920.